# Sedielos
Sedielos es una freguesia portuguesa del concelho de Peso da Régua, con 12,83 km² de superficie y 1.307 habitantes (2001). Su densidad de población es de 101,9 hab/km².